# Danielle Winits
Danielle Winitskowski de Azevedo (Rio de Janeiro, 5 de dezembro de 1973), mais conhecida como Danielle Winits, é uma atriz brasileira.

## Biografia
Nascida e criada em uma família de classe média alta da zona sul carioca, possui ascendência russa por parte de mãe, e portuguesa por parte de mãe e pai. Danielle é filha de Nadja Winitskowski com Ronaldo de Azevedo. Seu avô materno, Rubens Vieira Winitskowski, foi membro do 1º Grupo de Aviação de Caça da Força Aérea Brasileira, enviado para combater na Itália na Segunda Guerra Mundial como terceiro-sargento, fazendo parte da equipe de apoio em terra. Seu pai faleceu em 1981, quando Danielle tinha apenas sete anos, em um acidente de helicóptero, o que até hoje deixa a atriz bastante emocionada em entrevistas. Sua mãe foi casada em 2000 com o ator Delano Avelar, 20 anos mais novo. Juntos, sem planejamento, eles tiveram um filho, Vítor, nascido quando a mãe da atriz tinha 48 anos, e Danielle tinha 30. Em 2001 se separaram. A atriz contou em entrevistas ter ficado extremamente feliz, pois era filha única. Também revelou que sua mãe sofreu preconceitos por ser casada com um homem mais jovem e ter um segundo filho após os quarentena anos, porém disse que sempre a apoiou e defendeu. A atriz também contou que considera seu meio-irmão como seu filho.
Sempre interessada em vida artística, Danielle fez cursos de balé, artes e interpretação, tornando-se uma atriz de teatro, cinema e televisão. No teatro sempre preferiu musicais, onde se destacou como bailarina e cantora.

## Carreira
Iniciou sua carreira televisão em 1993, na minissérie Sex Appeal. No teatro sua estreia se deu no ano seguinte, com a peça musical Band-Aid, e no cinema sua primeira atuação aconteceu em 1999, com o longa-metragem Até que a Vida nos Separe. Na Globo, se destacou em diversas produções, em 1998, como Alicinha em Corpo Dourado, em 2000, com a personagem Tati em Uga Uga, sendo coprotagonista, e em 2003, trama também de Carlos Lombardi, interpretou a protagonista sensual Marisol, em Kubanacan. Teve grande destaque na teledramaturgia ao interpretar a vilã perversa Sandra, em Páginas da Vida em 2006, onde em 2013, como Amarilys, em Amor à Vida, voltaria a interpretar uma vilã.
Em 2020 foi escalada para competir no quadro Dança dos Famosos do Domingão do Faustão.

## Vida pessoal

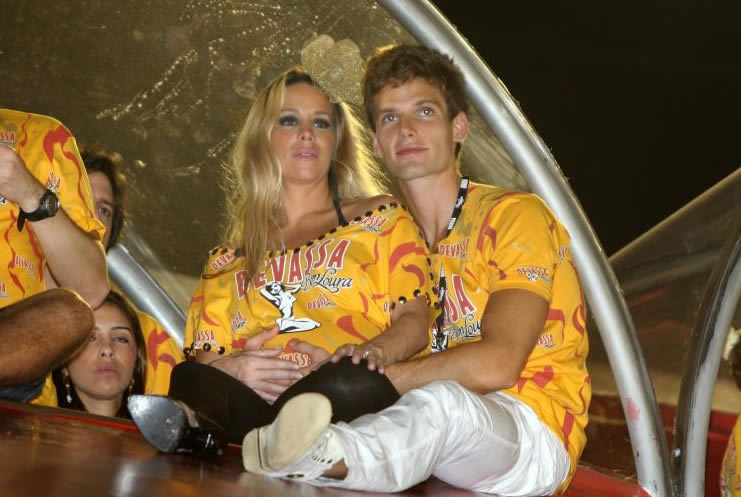
Danielle e Jonatas Faro durante o Carnaval de 2011.

Em 1994 começou a namorar o ator Selton Mello, com quem permaneceu por três anos, até 1997. Entre 1999 e 2000 namorou André Segatti. Entre dezembro de 2001 e agosto de 2002 teve um breve relacionamento com Sérgio Marone, com quem terminou para começar a namorar o atleta Fernando Fernandes, ficando noiva dele em dezembro daquele ano. Os dois se separaram em agosto de 2003. Em dezembro de 2003 engatou um namoro com Bruno Gagliasso e ficou noiva deste em agosto de 2004, embora o relacionamento tenha chegado ao fim em outubro. Em novembro de 2004 começou a namorar o apresentador Cássio Reis. Os dois se casaram em 22 de dezembro de 2005 na capela Santa Ignez, no Rio de Janeiro, tendo entre os padrinhos Wolf Maya, Carolina Ferraz e Adriana Garambone, além de convidados como Vladimir Brichta, Adriana Esteves, Carolina Dieckmann, Carla Cabral e Petrônio Gontijo.
Em 2007 anunciou sua primeira gravidez, nascendo em 19 de dezembro de 2007 o filho do casal, Noah. O casamento acabou em fevereiro de 2010. Em abril de 2010 Danielle começou a namorar o ator Jonatas Faro. Em 8 de dezembro os dois se casam em uma união civil. Na mesma época foi anunciado que o casal esperava um filho, Guy Faro, nascido em 28 de abril de 2011. Um mês antes do nascimento, porém, o casal já havia se separado após apenas quatro meses casados. Em março de 2012 iniciou um relacionamento com o jogador de futebol Amaury Nunes, permanecendo juntos até maio de 2016. Em agosto começa um namoro com o ator André Gonçalves, se casando com ele em 24 de novembro.
Em 21 de agosto de 2023, o casal de atores anunciou o fim de seu casamento de quase sete anos. Após alguns meses separados, o casal decidiu retomar a relação em dezembro do mesmo ano. 

## Filmografia

### Televisão
| Ano  | Título                        | Personagem                         | Notas                                             |
| ---- | ----------------------------- | ---------------------------------- | ------------------------------------------------- |
| 1993 | Sex Appeal                    | Eveline da Silva (Eva)             |                                                   |
| 1993 | Olho no Olho                  | Dominique                          |                                                   |
| 1995 | A Próxima Vítima              | Ana (jovem)                        | Episódio: "13 de março"                           |
| 1995 | Você Decide                   | Marina                             | Episódio: "O Gosto da Vingança"                   |
| 1995 | Malhação                      | Melissa Brown                      | Episódios: "2–15 de setembro"                     |
| 1996 | Cara & Coroa                  | Diana                              |                                                   |
| 1996 | Ponto a Ponto                 | Apresentadora                      |                                                   |
| 1997 | A Justiceira                  | Marlene                            |                                                   |
| 1998 | Corpo Dourado                 | Alice Alvarez (Alicinha)           |                                                   |
| 1998 | Malhação                      | Vicky                              | Episódio: "9 de setembro"                         |
| 1998 | Sai de Baixo                  | Dadá                               | Episódio: "Quem não Odalisca não Petisca"         |
| 1999 | Sai de Baixo                  | Pat Bole-Bole                      | Episódio: "A Idade do Bobo"                       |
| 1999 | Chiquinha Gonzaga             | Suzette Fontin                     |                                                   |
| 1999 | Sandy & Junior                | Ivanova                            | Episódio: "Intriga Internacional"                 |
| 2000 | Uga Uga                       | Tatiana Prado (Tati)               |                                                   |
| 2001 | Os Normais                    | Luana                              | Episódio: "Complicar é Normal"                    |
| 2001 | Sai de Baixo                  | Gabi                               | Episódio:"Um Louro Chamado Desejo"                |
| 2002 | O Quinto dos Infernos         | Manoela Campos                     |                                                   |
| 2002 | Sítio do Picapau Amarelo      | Drª. Jaqueline / Cuca              | Episódio: "Perigo no Reino das Águas Claras"      |
| 2002 | O Clone                       | Shirley                            | Episódio: "14 de junho"                           |
| 2002 | Pastores da Noite             | Madame Beatriz                     | Episódio: "A Nova Paixão de Curió"                |
| 2003 | Kubanacan                     | Marisol Ortiz                      |                                                   |
| 2004 | Sob Nova Direção              | Francis                            | Episódio: "Mulher de Amigo Meu Pra Mim é Um Saco" |
| 2004 | Quem Vai Ficar com Mário?     | Iolanda                            | Especial de fim de ano                            |
| 2005 | A Diarista                    | Mafalda                            | Episódio: "O Casamento do Meu Melhor Figueirinha" |
| 2005 | Correndo Atrás                | Deise                              | Especial de fim de ano                            |
| 2006 | Páginas da Vida               | Sandra Ribeiro                     |                                                   |
| 2007 | Minha Nada Mole Vida          | Priscila                           | Episódio: "Nada de Baixaria"                      |
| 2008 | Guerra e Paz                  | Bárbara Palermo / Paloma Paz       |                                                   |
| 2009 | Sem Noção                     | Marília de Vasconcelos (Marilinha) |                                                   |
| 2009 | Superbonita                   | Apresentadora especial             | Episódio: "18 de setembro"                        |
| 2009 | Cinquentinha                  | Rebeca Santoro de Carvalho (Becky) |                                                   |
| 2010 | A Vida Alheia                 | Manuela Amora                      |                                                   |
| 2012 | Malhação: Intensa como a Vida | Marcela Porto                      |                                                   |
| 2013 | Amor à Vida                   | Drª. Amarilys Baroni               |                                                   |
| 2014 | As Canalhas                   | Gilda                              | Episódio: "Gilda, a Poderosa"                     |
| 2015 | #PartiuShopping               | Rissole                            |                                                   |
| 2016 | Totalmente Demais             | Sueli Matoso / Suelen              | Episódios: "6–12 de maio"                         |
| 2016 | Super Chef Celebridades       | Participante (8º lugar)            | Temporada 5                                       |
| 2019 | Eu, a Vó e a Boi              | Norma Gazebo                       |                                                   |
| 2019 | Show dos Famosos              | Participante (5º lugar)            | Temporada 3                                       |
| 2020 | Dança dos Famosos             | Participante (2º lugar)            | Temporada 17                                      |
| 2022 | A Ponte: The Bridge Brasil    | Participante (10º lugar)           | Temporada 1                                       |
| 2022 | A Sogra que te Pariu          | Vera Lino                          | Episódio: "Não Metch Essa"                        |
| 2024 | Família É Tudo                | Lizandra Chaves                    | Episódios: "9 de abril—21 de maio"                |

### Cinema
| Ano  | Título                                      | Papel                        | Notas    |
| ---- | ------------------------------------------- | ---------------------------- | -------- |
| 1999 | Até que a Vida nos Separe                   | Rosy                         |          |
| 1999 | Zoando na TV                                | Lana Love                    |          |
| 1999 | O Trapalhão e a Luz Azul                    | Corina / Bruxa Corona        |          |
| 2000 | O Caminho para El Dorado                    | Chel (voz)                   | Dublagem |
| 2005 | Um Lobisomem na Amazônia                    | Natasha                      |          |
| 2006 | Se Eu Fosse Você                            | Cibelle                      |          |
| 2008 | Sexo com Amor?                              | Aline                        |          |
| 2009 | Os Normais 2 - A Noite Mais Maluca de Todas | Clara                        |          |
| 2010 | Simbologia de um Crime                      | Luiza Abrantes               |          |
| 2012 | Até que a Sorte nos Separe                  | Janine "Jane" Mendes Peixoto |          |
| 2013 | Odeio o Dia dos Namorados                   | Marina                       |          |
| 2017 | Ninguém Entra, Ninguém Sai                  | Letícia                      |          |
| 2018 | Os Farofeiros                               | Renata Salomão               |          |
| 2020 | Tudo Bem No Natal Que Vem                   | Márcia                       |          |
| 2021 | Veneza                                      | Jerusa                       |          |
| 2022 | Esposa de Aluguel                           | Soraya Santos                |          |
| 2023 | Um Dia Cinco Estrelas                       | Betinna de Paula             |          |
| 2024 | Os Farofeiros 2                             | Renata Salomão               |          |
| 2024 | Licença para Enlouquecer                    | Lia                          |          |
| 2024 | Avassaladoras 2.0                           | Betty                        |          |
| 2024 | De Repente, Miss                            | Flávia                       |          |

## Teatro
| Ano  | Título                                      | Papel                                | Autor          |
| ---- | ------------------------------------------- | ------------------------------------ | -------------- |
| 1994 | Band-aid                                    | Rosângela                            |                |
| 1994 | Se Você Me Ama                              | Juliana                              |                |
| 1996 | A Volta de Chico Mau                        | Maria Bela                           |                |
| 1998 | Cabaret Brazil                              | Tete Monroe                          |                |
| 1999 | Relax, It's Sex                             | Vários personagens                   |                |
| 1999 | Lancelot                                    | Guinevere                            |                |
| 2001 | Os Inconquistáveis                          | Mexe                                 |                |
| 2002 | Eu te Amo, Você é Perfeita, Agora Muda      |                                      |                |
| 2004 | Chicago                                     | Velma Kelly                          |                |
| 2005 | Amo-te (Você nunca amou alguém tanto assim) | Carol                                |                |
| 2009 | Hairspray                                   | Amber Von Tussle                     |                |
| 2012 | Xanadu                                      | Clio / Kira                          |                |
| 2014 | O Cachorro Riu Melhor                       | Dione                                |                |
| 2016 | Depois do Amor                              | Marilyn Monroe                       |                |
| 2018 | Os Produtores                               | Ulla                                 |                |
| 2019 | Parabéns Senhor Presidente                  | Marilyn Monroe                       |                |
| 2022 | A mentira                                   |                                      | Florian Zeller |
| 2025 | Meninas Malvadas                            | Sra. Heron/Sra. George/Srta. Norbury |                |

## Prêmios e indicações
| Ano  | Prêmio                        | Categoria                                 | Nomeações                 | Resultado |
| ---- | ----------------------------- | ----------------------------------------- | ------------------------- | --------- |
| 2000 | Prêmio Arte Qualidade Brasil  | Melhor Atriz                              | Uga Uga                   | Venceu    |
| 2003 | Prêmio Conta Mais             | Atriz Destaque de Novelas                 | Kubanacan                 | Venceu    |
| 2007 | Prêmio Arte Qualidade Brasil  | Melhor Atriz Coadjuvante                  | Páginas da Vida           | Indicado  |
| 2007 | Prêmio Contigo! de TV         | Melhor Atriz Coadjuvante                  | Páginas da Vida           | Venceu    |
| 2010 | Prêmio Arte Qualidade Brasil  | Melhor Atriz de Série ou Projeto Especial | A Vida Alheia             | Indicada  |
| 2013 | Prêmio Quem de Televisão      | Melhor Atriz Coadjuvante                  | Amor à Vida               | Indicada  |
| 2016 | Prêmio Arte Qualidade Brasil  | Melhor Atriz de Teatro                    | Depois do Amor            | Indicada  |
| 2021 | Séries em Cena Awards         | Melhor Atriz Nacional de Filme            | Tudo Bem no Natal que Vem | Indicada  |
| 2022 | Festival Sesc Melhores Filmes | Melhor Atriz Nacional                     | Veneza                    | Indicado  |